# Letzte Runde (Roman)
Letzte Runde (Last Orders) ist ein preisgekrönter Roman des britischen Autors Graham Swift. Er wurde 1996 mit dem Booker Prize ausgezeichnet.
Protagonisten sind drei alte Männer, Roy, Vic und Lenny, die ans Meer fahren, um ihrem verstorbenen Freund, Jack, seinen letzten Wunsch zu erfüllen, seine Asche am Strand von Margate ins Meer zu streuen. Dabei wird der Handlungsstrang immer wieder von Rückblenden unterbrochen, in denen die drei Männer bzw. Vince, der Adoptivsohn Jacks, in der Ichform Szenen aus dem Leben erzählen.
1997 kam es zu Plagiatsvorwürfen bezüglich dieser Erzählweise. Der Anglist John Frow warf Swift vor, in Letzte Runde die Struktur und die Handlung von William Faulkners Roman Als ich im Sterben lag zu kopieren, ohne darauf hinzuweisen. Einige Wochen später wurden diese Vorwürfe auf der Titelseite des Independent on Sunday wieder aufgegriffen, was eine längere Debatte in mehreren Zeitungen auslöste. Namhafte Autoren wie Salman Rushdie und Julian Barnes nahmen Swift gegen die Vorwürfe in Schutz und argumentierten, es handele sich bei Letzte Runde eindeutig um eine Hommage an Faulkner.
Gelobt wurde, wie es dem Autor gelingt, kleine Geschichten aus dem Alltag, Wünsche, Hoffnungen und gescheiterte Beziehungen ans Licht zu bringen, immer verbunden mit einer Prise Humor, der teilweise schrullige und leicht makabre Züge annimmt.
Der Roman wurde 2001 unter der Regie von Fred Schepisi mit Michael Caine, Tom Courtenay, Emma Deigman, David Hemmings, Bob Hoskins, Helen Mirren und Ray Winstone unter gleichem Titel verfilmt.